# 오구즈 칸

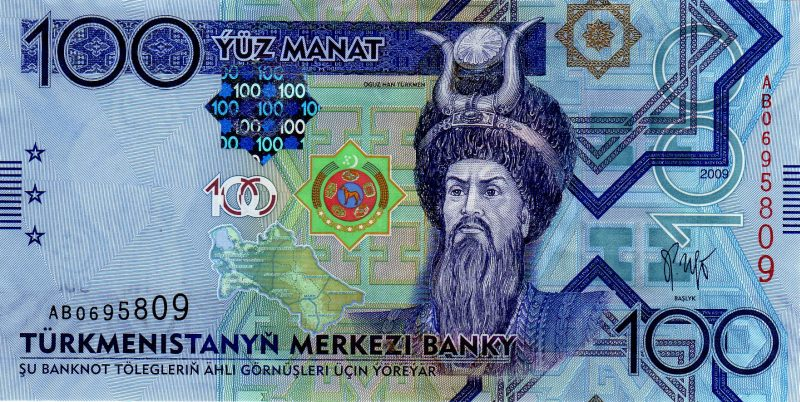
오구 즈 칸 (Oghuz Khan)은 100 투르크 메니스탄 마나트 지폐에 두 개의 뿔이 줄카르나인으로 묘사되어 있다.

오구즈 카간 또는 오구즈 칸(터키어 : Oğuz Kağan)는 터키의 전설적이고 반 신화적인 칸이다. 일부 투르크계 문화는 투르크멘, 오스만 및 다른 오구즈 투르크인 들이 사용하는 정치적 계급의 출신과 종족적 기원을 설명하기 위하여 전설을 사용한다. 많은 다른 원고에 보존 되어있는 다양한 서술은 아래에 나열된 여러 언어로 출판되었다. 이야기의 제목은 흔히 오구즈나마(Oghuznama) 또는 오구즈의 이야기라고 한다.

## 전설
터키의 전설에 따르면 오구즈는 터키 국민의 지도자인 카라 칸의 아들로 중앙아시아에서 태어났다. 그는 태어나자마자 말하기 시작했다고 한다. 그는 처음부터 모유 수유를 거절하고 키르미즈(말 우유를 발효시켜 만든 알콜 음료)와 고기를 요구했다. 그러자 초자연적으로 성장해서 불과 40일 만에 젊은 청년이 되었다. 당시 투르크인들은 키얀트(Kiyant)라는 용에게 먹이를 빼앗기고 있었다. 오구즈는 무장을 하고 용을 죽이러 갔다. 그는 갓 죽인 신선한 사슴을 나무에 매달아 드래곤의 덫을 놓은 다음 청동 랜스로 죽이고 강철검으로 머리를 잘랐다.
키얀트를 죽인 후 오구즈는 영웅이 되었다. 그는 40개의 투르크 족장들의 아들 40명을 모아서 특별한 전사 집단을 만들고 각 씨족들을 하나로 통합했다. 그러나 그의 중국계 계모와 왕위 계승권을 가진 이복형제가 그의 권력에 위협을 받자 카라 칸에게 오구즈가 반역을 꾸민다고 음해를 했다. 카라 칸은 사냥 파티에서 오구즈를 암살하기로 했다. 오구즈는 이 음모를 알아차리고 대신 아버지를 죽이고 칸이 되었다. 그의 계모와 이복형제는 중국으로 도망쳤다.
오구즈가 칸 이 된 후에 그는 탱그리(Tengri)를 찬양하고 기도하기 위해 혼자 초원에 간다. 기도하는 동안, 그는 지극히 아름다운 소녀가 빛 가운데 서 있는 하늘에서 오는 둥근 빛을 본다. 오구즈는 그 소녀와 사랑에 빠졌고 그녀와 결혼한다. 그는 귀네쉬(태양), 아이 (달) 및 일디즈(별) (모두 터키어로 지명 됨)라는 세 명의 아들을 낳는다. 나중에, 오구즈는 사냥을나가 나무 안에 있는 또다른 착한 소녀를 보았다. 그는 또한 그녀와 결혼했으며 괵(하늘), 닥(산) 및 데니즈(바다) (터키어)라는 세 명의 아들을 더 낳는다.

 그의 아들이 태어난 후, 오구즈 칸은 위대한 선물을 주었고 그의 영주를 모두 초대했다. 잔치 중에, 그는 명령을 내렸다. 
 "나는 너희들의 칸이다.
모두 칼과 방패를 들어라.
쿳(신성한 힘)이 우리의 표상이다.
회색 늑대의 함성을 질러라.
우리의 철창은 숲이 되리라.
쿨란은 사냥터를 걸을 것이다.
더 많은 바다와 더 많은 강을

태양은 우리의 깃발이고 하늘은 우리의 텐트이다."
 그런 다음 그는 네 방향의 왕에게 편지를 보냈다. "나는 투르크의 왕이다. 지구의 네 구석 의 왕이 될 것이다. 나에게 복종하라. "
지구 오른 쪽에 있는 알툰 칸(골든 칸)은 복종을 다짐했지만 지구 왼쪽의 우룸(로마) 칸은 답이 없었다. 오구즈는 우름 칸에게 전쟁을 선포하고 군대를 동원해 서쪽으로 진격했다. 어느 날 밤, 회색 모피를 입은 커다란 남성(하느님의 화신)이 찬란한 빛의 아우라를 업고 그의 텐트에 왔다. 말하기를 "오구즈여, 우룸에게 진격하고 있구나. 내가 먼저 가겠노라" 그래서 회색 하늘 늑대가 투르크 군대에 앞장 서서 인도했다. 두 군대는 이틸강(볼가강) 근처에서 싸웠다. 오구즈 칸이 전투에서 승리했다. 그런 다음 오구즈와 그의 여섯 아들은 회색 늑대의 이끌림을 받아 투르키스탄, 인도, 이란, 이집트, 시리아에서 전쟁을 했다. 그는 지구의 네 구석의 칸이 되었다.

나이가 들면서 오구즈는 꿈을 꾸었다. 그는 여섯 아들을 불러 동쪽과 서쪽으로 보냈다. 큰 아들은 동쪽에서 황금 활을 발견했다. 작은 아들들은 서쪽에서 세 개의 은 화살을 발견했다. 오구즈 칸은 황금 활을 세 조각으로 나누어 세 큰 아들 귄과 아이 그리고 일디즈에게 주며 말했다. "형들은 이 활을 가지고 하늘을 향해 각자 자기의 화살을 쏘아라." 그는 세개의 은 화살을 어린 아들 괵과 닥 그리고 대니즈에게 주며 말했다. "동생들은 은 화살을 가져라. 활을 쏘면 너희는 화살처럼 될 것이다." 그리고 그는 나라를 아들들에게 나누어 주었다. 그래서 보족(회색 화살-형들)과 위촉(세 화살-동생들)이 두 계보가 되었다. (아불가지는 계보 상징, 가문 문장과 길을 안내하는 온곤정신, 뿐만아니라 정치 계층 구조를 지정하고 세 아들과 그들의 24명의 손자들이 연회 좌석에 않는 순서까지 정했음을 발견했다) 그리고 말했다. 
 "아들들아, 나는 많이 걸어왔다.
많은 전투를 했다.
수많은 화살과 창을 던졌다.
많은 말을 탔다.
적들을 울부짓게 했다.
친구들을 웃게 했다.
하느님(탱그리)에게 빚을 갚았다.

이제 내 땅을 주노라."

## 역사적 선구자
과학 문헌에는 보통 투르크인의 서사적 조상인 묵돌선우가 오구즈 칸과 관련 있다고 본다. 그 이유는 돌궐-페르시아 문헌(라쉬 알딘, 혼데미르, 아불 가지)의 오구즈 칸의 일대기가 중국 기록(아버지와 아들의 불화, 아들의 살부, 정복의 방향과 순서, 등등)의 묵돈선우 일대기와 놀라울 정도로 유사하기 때문이다. 이는 니키타 야코블레비치 비추린이 처음 주목했다. (주석 pp. 56-57)

## 유산
오구즈 칸은 때때로 모든 투르크계 민족의 신화적 창시자이자 오구즈 계보의 조상으로 여겨진다. 오늘날에도 오구즈의 계보는 전설적인 6명의 아들과 오구크 칸의 24명의 손자의 순으로 분류된다. 역사상 투르크 계열 왕조는 이 종족 분류를 기반으로 기존 왕조보다 계급이 높다며 주권을 주장하거나 반란을 일으키곤 했다.

## 같이 보기
- 투르크 민족
- 투르크 신화
- 오구즈 투르크

## 참고 서적
- Abū'l Ghāzī. 1958. Rodoslovnaia 투르크멘. Andrei N. Kononov, ed. 모스크바 : Nauka.
- İlker Evrim Binbaş, Encyclopaedia Iranica, "Oguz Khan Narratives" , 2012년 7월 7일.
- 골든, 피터 B. 1992. 투르크 족의 역사에 대한 소개. 중세와 초기 근대 유라시아와 중동에서 민족 형성과 국가 형성. 비스 바덴 : Harrassowitz.
- 라이트, 네이선. 계보, 역사, 국가
- 민족주의 논문 : 민족주의와 민족성 저널. 제 39 권, 제 1 판, 2011년, 33 ~ 53 페이지.
- 폴, 펠리엇 1930. 유엔 난민기구의 신분증. 파오. 두 번째 시리즈. 27 : 4-5. pp.   247-358.
- Rašīd ad-Dīn. Rauddd ad-Dīn의 종족 성직자. 칼 Jahn, trans. 비엔나 : 1969년
- Shcherbak, Aleksandr Mikhaǐlovich. Oguz-name. Muhabbatname. 모스크바, 1959.
- Woods, John E. 1976. Aqquyunlu 일족, 연맹, 제국 : 15 세기 / 16 세기 투르크 -이란 정치 연구. 미니애폴리스 : Bibliotheca Islamica.